# SNG
Fællesskabet af Uafhængige Stater eller SNG (på russisk: Содружество Независимых Государств (СНГ) – Sodruzhestvo Nezavisimykh Gosudarstv) er et mellemstatsligt samarbejde imellem tidligere sovjetrepublikker primært for at sikre en fredelig afvikling af Sovjetunionens opløsning.
Oprindeligt var der 12 medlemslande. Ved Sovjetunionens opløsning i 1991 blev Fællesskabet af Uafhængige Stater dannet, og dens 12 medlemslande var: Armenien, Aserbajdsjan, Georgien, Hviderusland, Kasakhstan, Kirgisistan, Moldova, Rusland, Tadsjikistan, Turkmenistan, Ukraine og Usbekistan. De sidste tre sovjetrepublikker var de baltiske lande, der søgte mod vest i stedet for SNG. I 2004 blev de medlemmer af både EU og NATO.
I 2009 trak Georgien sig ud af SNG på grund af Ruslands støtte til udbryderrepublikkerne Abkhasien og Sydossetien.
I 2014 trak Ukraine sig ud af SNG på grund af Ruslands annektering af Krim og senere støtte til udbryderrepublikkerne Donetsk og Lugansk (Nyrusland).

## Samarbejde
Samarbejdet i SNG er mellemstatsligt, og foregår mellem uafhængige og suveræne stater. Sigtet med samarbejdet var primært at sikre en fredelig opløsning af Sovjetunionen. Forsøg på at udvikle SNG-samarbejdet på det økonomiske og sikkerhedspolitiske område har endnu ikke givet nævneværdige resultater.
SNG har fra starten været en gruppe af stater på forskellige udviklingsniveauer. Dynamikken kommer fra mindre grupperinger af lande inden for denne kreds, medens SNG først og fremmest er en ramme for bilaterale kontakter mellem de 11 statschefer.
På russisk initiativ og med EU’s indre marked som forbillede oprettedes i september 2003 et "fælles økonomisk rum", som foruden Rusland omfatter Ukraine, Kasakhstan og Hviderusland. Disse fire lande tegner sig sammen for 90 % af SNG-landenes bruttonationalprodukt, og samarbejdet har udsigt til at blive mere effektivt end det i 1995 etablerede euro-asiatiske økonomiske fællesskab mellem Rusland, Hviderusland og de tre centralasiatiske republikker Kasakhstan, Kirgisistan og Tadsjikistan.
På det sikkerhedspolitiske område blev samarbejdet mellem Rusland, Hviderusland, Armenien, Kasakhstan, Kirgisistan og Tadsjikistan formaliseret i april 2003 ved oprettelsen af Den Kollektive Sikkerhedsaftales Organisation.

## GUAM
Georgien, Ukraine, Usbekistan, Azerbajdsjan og Moldova indledte i 1997 et primært økonomisk samarbejde kaldet GUUAM. De reelle muligheder for at udvikle GUUAM-samarbejdet har dog været begrænsede. Efter kritikken fra Vesten til Islam Karimov for at have slået oprøret i Andisjan ned og Ruslands støtte har Usbekistan forladt GUUAM, derefter kaldes det GUAM.